# Іштонтон
Іштонтон (ісп. Ixtonton) — руїни міста цивілізації мая в південно-східному Петені (Гватемала). «Емблемний ієрогліф» поки не дешифровано.

## Історія
Стародавня назва міста й держави невідоме. Поселення утворилося наприкінці докласичного періоду, близько 200 року до н. е. У ранньокласичний період сформувалась самостійне царство. Тоді ж стає панівною державою в долині Долорес. Починаючи з часів «Нового порядку» (кінець IV ст.), встановленого Теотіуаканом, знаходилося в залежності від останнього. Надалі протягом подальших століть класичного періоду було об'єктом боротьби між Мутульським та Канульським царствами.
Лише наприкінці класичного періоду (з близько VIII ст.) спостерігається становлення самостійного володарювання. Напочатку IX ст. стає найпотужнішим царством долини річки Мопан.
Завдячуючи своїм родючим ґрунтам місто продовжувало існувати протягом 850—1100 років. Деякий час йому намагалися скласти конкуренцію городища Ішкун та Іштуц, проте марно. Наприкінці IX ст. Іштонтон затвердився як панівна політія вздовж верхньої течії річки Мопан.

## Опис
Розташовано в долині Долорес, неподалік від річки Мопан, на відстані 2 км на схід від міста Долорес, 10 км на південь від руїн Ішкун. Територію охоплюють соснові та тропічні ліси.
Загальна площа міста становить 8 км2, основу становить адміністративний центр, на околицях виявлено 120 невеликих житлових груп. Ритуальні будови споруджувалися в докласичний і ранньокласичний періоди. Найбільший розвиток цивільної архітектури відбувався наприкінці класичного періоду.
Ритуально-адміністративний центр охоплює декілька великих площ, великий акрополь, храм-піраміду «Е-групи», 2 майданчика для гри у м'яч. Акрополь розташовано між 2 площ, які зведено на обробленій карстовій височині. Сам акрополь складається з низки палаців, невеличких храмів, високої базальтової платформ. Піраміди з ліпними прикрасами, насамперед масками божеств. Палаци царів та знаті зводилися у декілька поверхів, з численними кімнатами (знаходилися біля ритуально-адміністративного центру — відома як «Група 2»).
Від акрополя на південь, північ та схід йдуть сакбе-греблі. Найбільшою є Північна сакбе, яка завдовжки 550 м й завширшки 15 м, має стіни та дренаж. Західна сакбе має 470 м завдовжки і 20 завширшки; Південна сакбе — 150 м завдовжки і 20 м завширшки.
«Е-група» є однією з найдавніших будов цієї археологічної пам'ятки, зведеною ще в докласичний період. Складається зі східної платформи, 2 невеликих храмів, між якими знаходився центральний храм. До нього вели сходи завдовжки 7,4 м, їх ширина дорівнювалася 0,5×0,3 м. Окрім культового призначення застосовувалося для астрологічних спостережень. Розташована на півдні Західної площі. Поруч з неї розташовувалися Північна, Північно-західна, Південна площа.
На північний захід від «Е-групи» є майданчик 1, неподалік від неї Північна сакбе. Розмір цього майданчика для гри становить 11×11 м. Майданчик 2 розташовано неподалік від майданчика 1, розмір 20×5 м. Його відносять до пізньокласичного періоду.
На західній околиці пам'ятки знайдено 79 житлових груп, що розташовуються на 64 пагорбах (від 2 до 20 м).
Значна частина стел Іштонтона була пошкоджена або знищена, інша частина була вивезена грабіжниками. Тому багато що з історії міста натепер невідомо. Натепер відомо про 2 стели (стела 1 — на півдні і стела 2 — на півночі), що знаходилися біля сходів центрального храму «Е-групи». Найзначущою є стела 2, яка була заввишки 1,5 м, вагою від 455 до 540 кг, деякі шматки стели виявлено поруч.
В районі сакбе виявлені поховання 142 і 145, де знайдені численні зубні прикраси (інкрустації) з нефриту. Крім того, знайдено численні керамічні поліхромні вироби.

## Дослідження
Вперше було описано в Археологічному атласу Гватемали 1985 року. З цього моменту знаходиться під охороною Департаменту культурної і природної спадщини Гватемали. У 1995 році проводилися розкопки фахівців університету Сан-Карлос (Гватемала).